# Прусов, Пётр Михайлович
Пётр Михайлович Прусов (6 января 1942 года, село Зубки, Лиозненский район, Витебская область, Белорусская ССР — 19 марта 2017 года, Тольятти) — советский и российский автомобильный конструктор, главный конструктор АвтоВАЗа (1998—2003), доктор технических наук. Заслуженный конструктор Российской Федерации (1995), заслуженный машиностроитель РСФСР (1984).

## Биография
Родился в селе Зубки Лиозненского района Витебской области Белорусской ССР. Был пятым и последним ребёнком в семье. Отец — Михаил Владимирович Прусов, бригадир колхоза, участник боевых действий трёх войн, кавалер ордена Красной Звезды. Мать — Ольга Емельяновна Прусова (урождённая Лакисова), рабочая колхоза, удостоена ордена «Знак Почёта» и двух бронзовых медалей ВДНХ СССР.

### Образование
В 1962 году окончил Городокский техникум механизации сельского хозяйства (Городокский район Витебской области). Одновременно, в 1961 году, поступил в Горыгорецкую сельскохозяйственную академию, которую вынужден был оставить после 1-го курса.
Непродолжительное время работал инженером по механизации в колхозе имени Калинина Колышанского сельсовета Лиозненского района. Осенью 1962 года был призван на срочную военную службу в Советскую армию, в 1963 году находился в составе ограниченного контингента советских специалистов в Алжире — на разминировании алжиро-марокканской и алжиро-тунисской границ. Здесь получил тяжёлое ранение.
В 1970 году окончил Запорожский машиностроительный институт имени В. Я. Чубаря по специальности «Автомобили и тракторы». С 1967 года подрабатывал на заводе «Коммунар».

### АвтоВАЗ
После окончания института с отличием при распределении выбрал Волжский автомобильный завод; в 1970—1975 годах — инженер-конструктор отдела проектирования шасси управления главного конструктора завода.
В апреле 1972 года был назначен ведущим конструктором проекта ВАЗ-2121.
В 1975—1978 годах — начальник конструкторского бюро перспективного проектирования автомобилей управления главного конструктора Волжского автомобильного завода. В 1977 году защитил диссертацию на соискание степени кандидата технических наук по теме «Особенности трансмиссии полноприводных автомобилей».
В 1978—1983 годах — начальник отдела общей компоновки управления главного конструктора Волжского автомобильного завода; в 1983—1988 годах — заместитель начальника управления главного конструктора — заместитель главного конструктора Волжского автомобильного завода.
В 1986 году защитил диссертацию на соискание учёной степени доктора технических наук по теме «Типаж легковых автомобилей СССР».
В 1988—1998 годах — начальник управления проектирования автомобилей конструкторско-экспериментального комплекса научно-технического центра — заместитель главного конструктора Производственного объединения «АвтоВАЗ».
В 1998—2003 годах — главный конструктор генерального департамента развития ОАО «АвтоВАЗ».
В 2003 году вышел на пенсию.
С 2007—2017 годах — ведущий инженер-конструктор отдела омологации управления проектирования и сопровождения состава автомобиля дирекции по инжинирингу ОАО «АвтоВАЗ».

## Награды и звания
- Награждён орденом «Знак Почёта» (1976), медалями «За освоение целинных земель» (1959), «За трудовую доблесть» (1986) и «За заслуги перед Чеченской республикой» (2012), а также золотой (1984) и серебряными медалями ВДНХ СССР (1977, 1988, 1991).
- «Заслуженный машиностроитель РСФСР» (1984), «Заслуженный конструктор Российской Федерации» (1995).
- Почётный гражданин Тольятти (2012).
- Почётный гражданин Самарской области (2016).

## Интересный факт
- В интервью журналу «Итоги» создатель «Нивы» Пётр Прусов рассказал, что автомобиль назвали в честь детей Прусова: Натальи и Ирины и детей первого главного конструктора ВАЗа В. С. Соловьёва: Вадима и Андрея[4][5].